# Liste des îles de Tasmanie

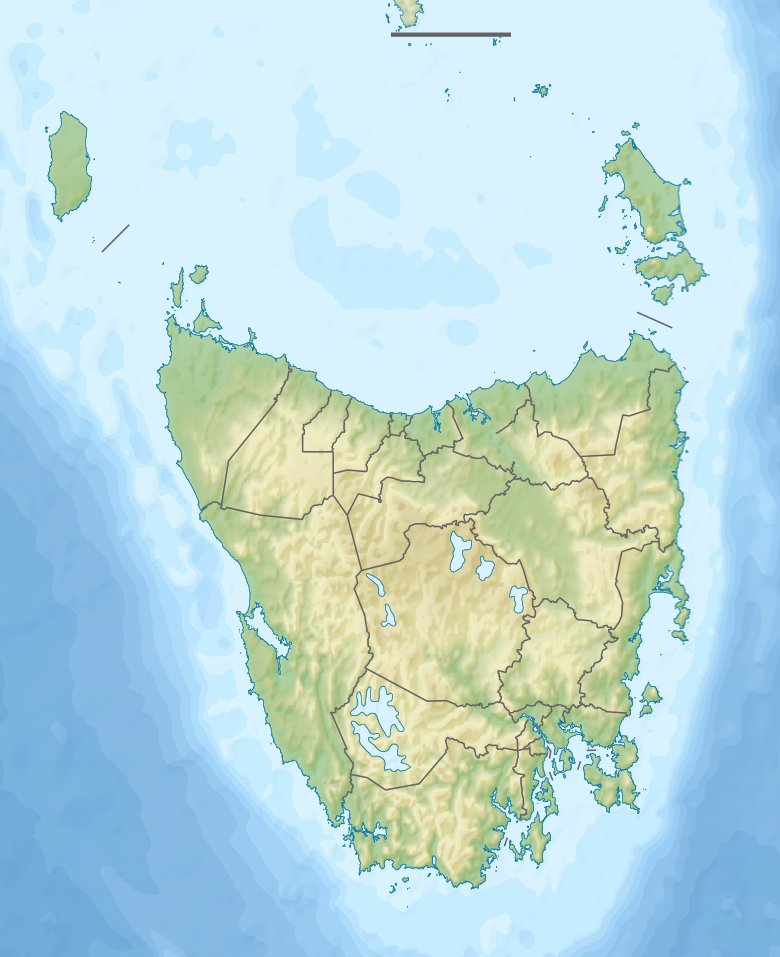
Carte de la Tasmanie et des îles voisines

L'état australien de Tasmanie est formé de l'Île de Tasmanie et de 334 autres îles plus petites dont :
- Île Babel ;
- Île Badger ;
- Île Betsey ;
- Île Bruny ;
- Île Christmas ;
- Flinders Island ;
- Île Hogan ;
- Hope Island ;
- Île Hunter ;
- Île King ;
- Long Island ;
- Île Maria ;
- Pedra Branca ;
- Île aux Perdrix ;
- Île Schouten ;
- Île Taillefer ;
- Île Tasman.